# Ursula Seyfarth
Ursula Seyfarth (geboren 2. Januar 1963) ist eine deutsche Juristin. Sie ist seit 2015 Richterin am Bundespatentgericht in München.

## Beruflicher Werdegang
Ursula Seyfarth war Leitende Regierungsdirektorin, als sie am 16. November 2015 zur Richterin kraft Auftrags an das Bundespatentgericht berufen wurde. Seit dem 16. November 2016 ist sie dort Richterin.
Ursula Seyfarth ist am Bundespatentgericht weiteres rechtskundiges Mitglied in einem Marken-Beschwerdesenat. 2022 war sie darüber hinaus dort regelmäßige Vertreterin der Vorsitzenden.